# Andréi Matvéyev
Andréi Matvéyev –en ruso, Андрей Матвеев– (26 de abril de 1971) es un deportista ruso que compitió en halterofilia. Ganó una medalla de plata en el Campeonato Europeo de Halterofilia de 2001, en la categoría de 69 kg.

## Palmarés internacional
| Campeonato Europeo | Campeonato Europeo   | Campeonato Europeo | Campeonato Europeo |
| Año                | Lugar                | Medalla            | Categoría          |
| ------------------ | -------------------- | ------------------ | ------------------ |
| 2001               | Trenčín (Eslovaquia) | Medalla de plata   | 69 kg              |